# Stanislav Hudec
Stanislav Hudec (ur. 3 czerwca 1982 w Nitrze) – słowacki hokeista. Reprezentant Słowacji.

## Kariera
- HK Nitra U20 (1996-1999)
- HK Nitra (1999-2000)
- Chicoutimi Saguenéens (2000-2002)
- MHC Martin (2002-2004)
- HC Vítkovice (2004-2007)
- Witiaź Czechow (2007-2008)
- EHC Basel (2008)
- HC Pilzno 1929 (2008-2009)
- Sparta Praga (2009)
- HC Czeskie Budziejowice (2009-2010)
- Slovan Bratysława (2010)
- HC Oceláři Trzyniec (2010-2012)
- HK Nitra (2012)
- SG Cortina (2012-2013)
- HC Pardubice (2013)
- Dragons de Rouen (2013)
- Ciarko PBS Bank KH Sanok (2014)
- MsHK Žilina (2014-2015)
- ŠHK 37 Piešťany (2015-2016)
- EHC Waldkraiburg (2016)
- Dunaújvárosi Acélbikák (2017)
- HSC Csíkszereda (2017/2018)

Wychowanek klubu HK Nitra w rodzinnym mieście. Przez niepełne trzy sezony grał w kanadyjskiej lidze juniorskiej QMJHL w ramach CHL. Ponadto występował w klubach słowackiej ekstraligi, czeskiej ekstraligi, superligi rosyjskiej, szwajcarskiej NLA, włoskiej Elite.A, francuskiej Ligue Magnus. Od końca stycznia 2013 do kwietnia 2014 zawodnik Ciarko PBS Bank Sanok. Od 2014 zawodnik MsHK Žilina, od 2015 SHK 37 Pieszczany. Od sierpnia do listopada 2016 zawodnik niemieckiego klubu EHC Waldkraiburg. Od stycznia 2017 zawodnik Dunaújvárosi Acélbikák.
Reprezentant juniorskich kadr Słowacji; wystąpił na turniejach mistrzostw świata juniorów do lat 18 w 2000 oraz mistrzostw świata juniorów do lat 20 w 2002. W kadrze seniorskiej uczestniczył w turnieju mistrzostw świata w 2006 oraz meczach towarzyskich w późniejszych latach.

## Sukcesy
Klubowe
- Puchar Tatrzański: 2006 z HC Vítkovice
- Brązowy medal mistrzostw Czech: 2009 ze Spartą Praga
- Srebrny medal mistrzostw Słowacji: 2010 ze Slovanem Bratysława
- Puchar Prezydenta Czeskiej Federacji Hokeja na Lodzie: 2011 z Oceláři Trzyniec
- Złoty medal mistrzostw Czech: 2011 z Oceláři Trzyniec
- Złoty medal mistrzostw Polski: 2014 z Ciarko PBS Bank KH Sanok